# Laberinto

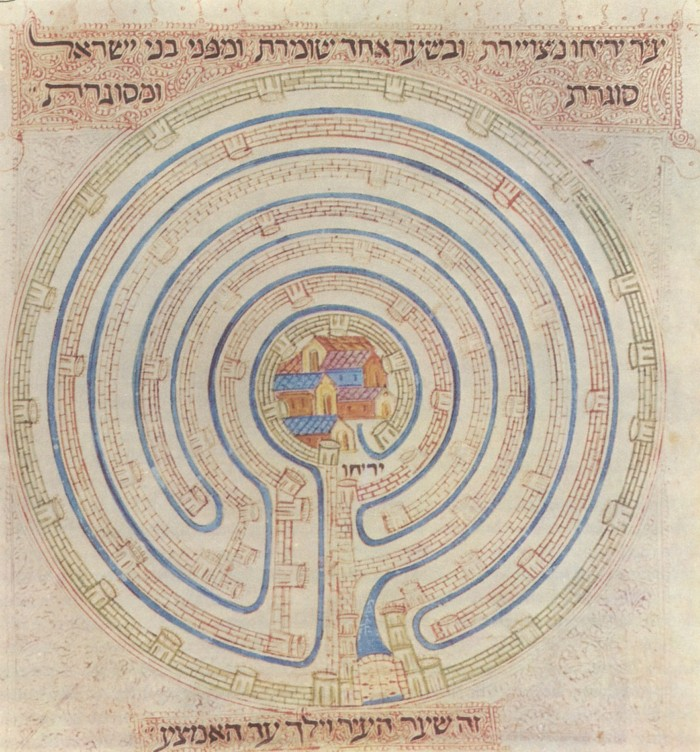
Mapa de Jericó en el siglo XIV, en la Biblia Farhi de Elisha ben Avraham Crescas.

Un laberinto (del latín labyrinthus, y este del griego λαβύρινθος labýrinthos) es un lugar formado por calles y encrucijadas, intencionadamente complejo para confundir a quien se adentre en él. La etimología de la palabra es dudosa, aunque parece provenir de Asia Menor.

## Clasificación o tipos de laberintos

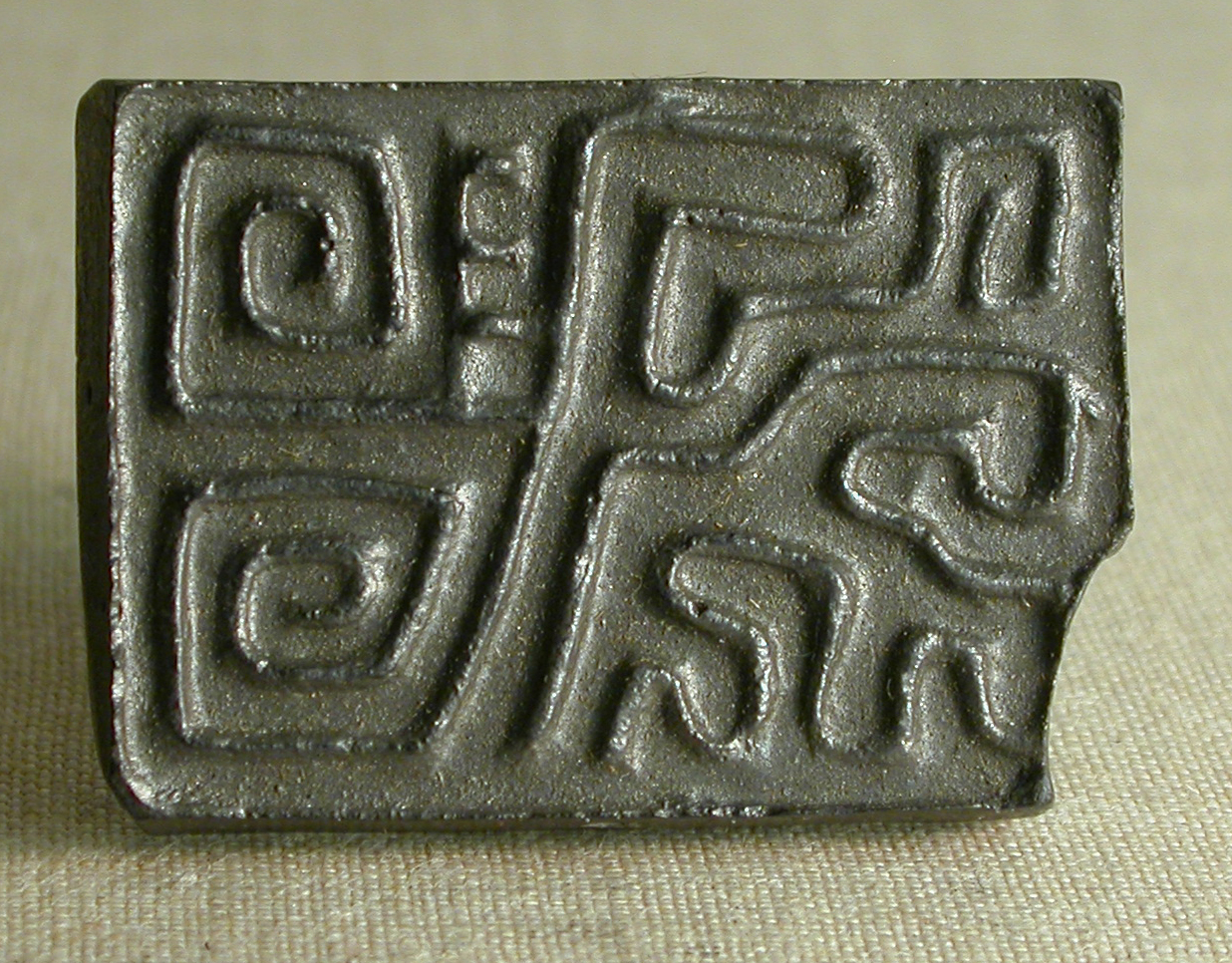
Sello egipcio (hacia el 2100 a.C.), con el diseño de un laberinto.

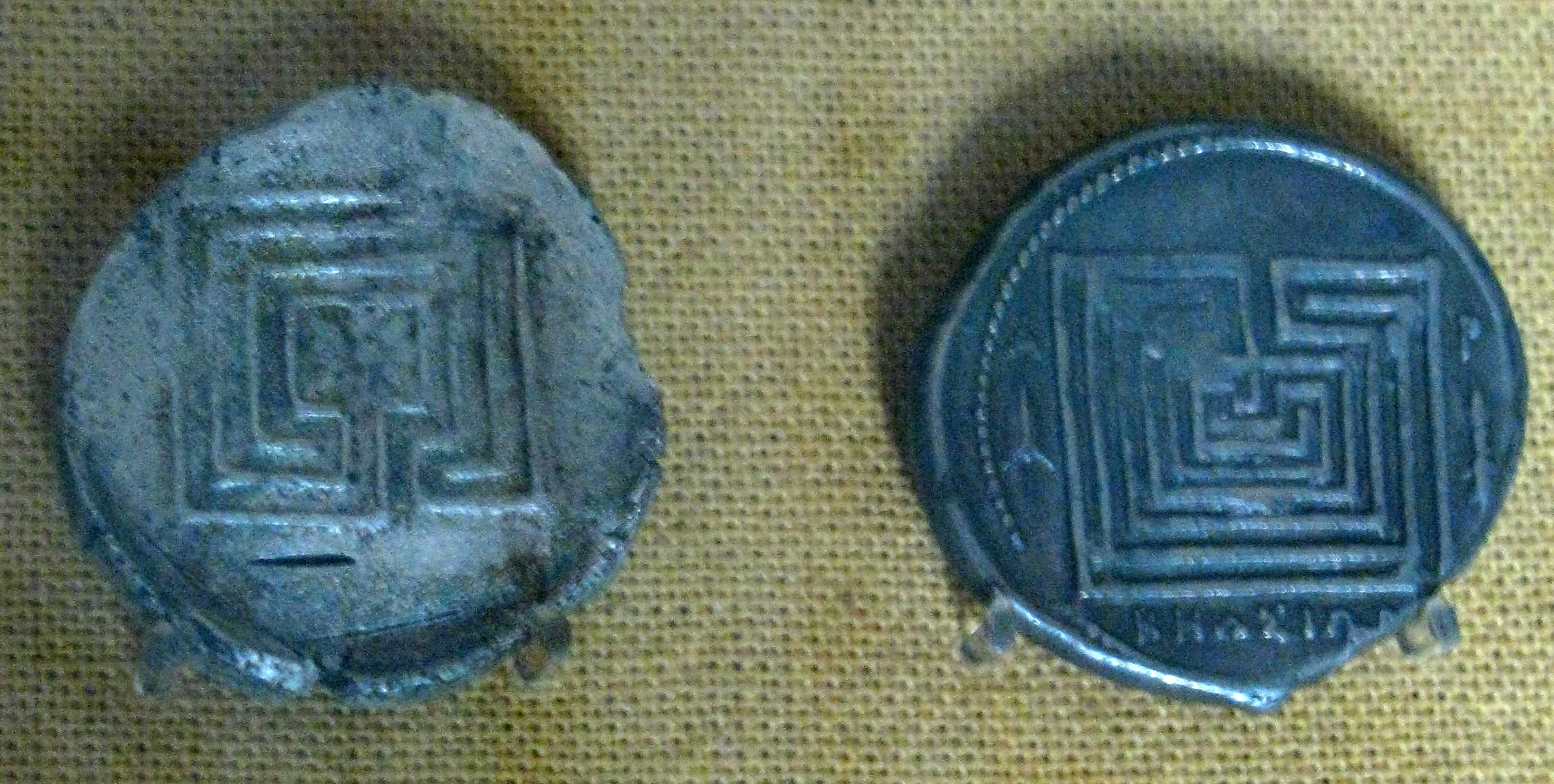
Monedas minoicas (hacia el 300 a.C.), con el símbolo del laberinto.

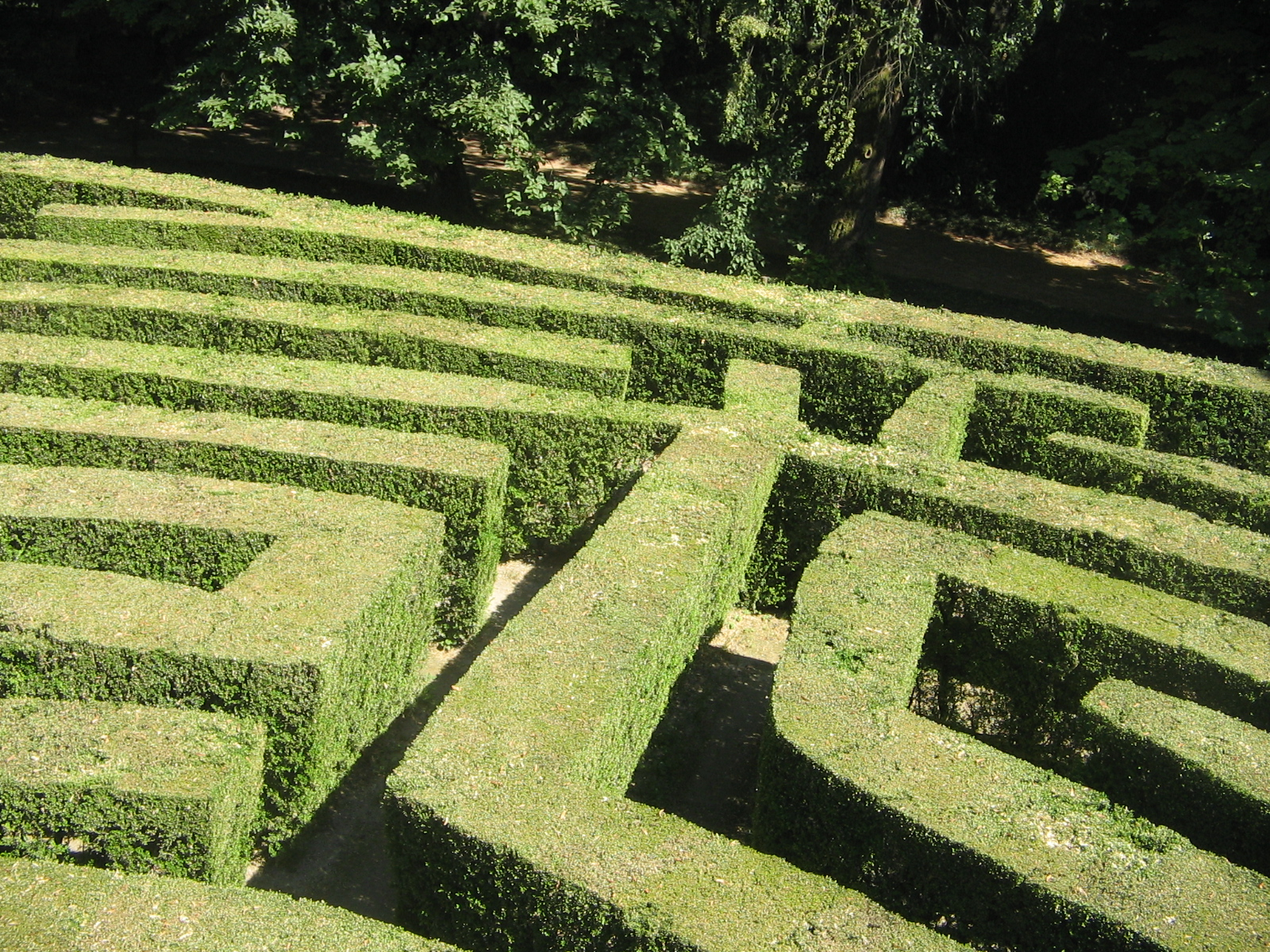
Laberinto de jardín (Villa Pisani).

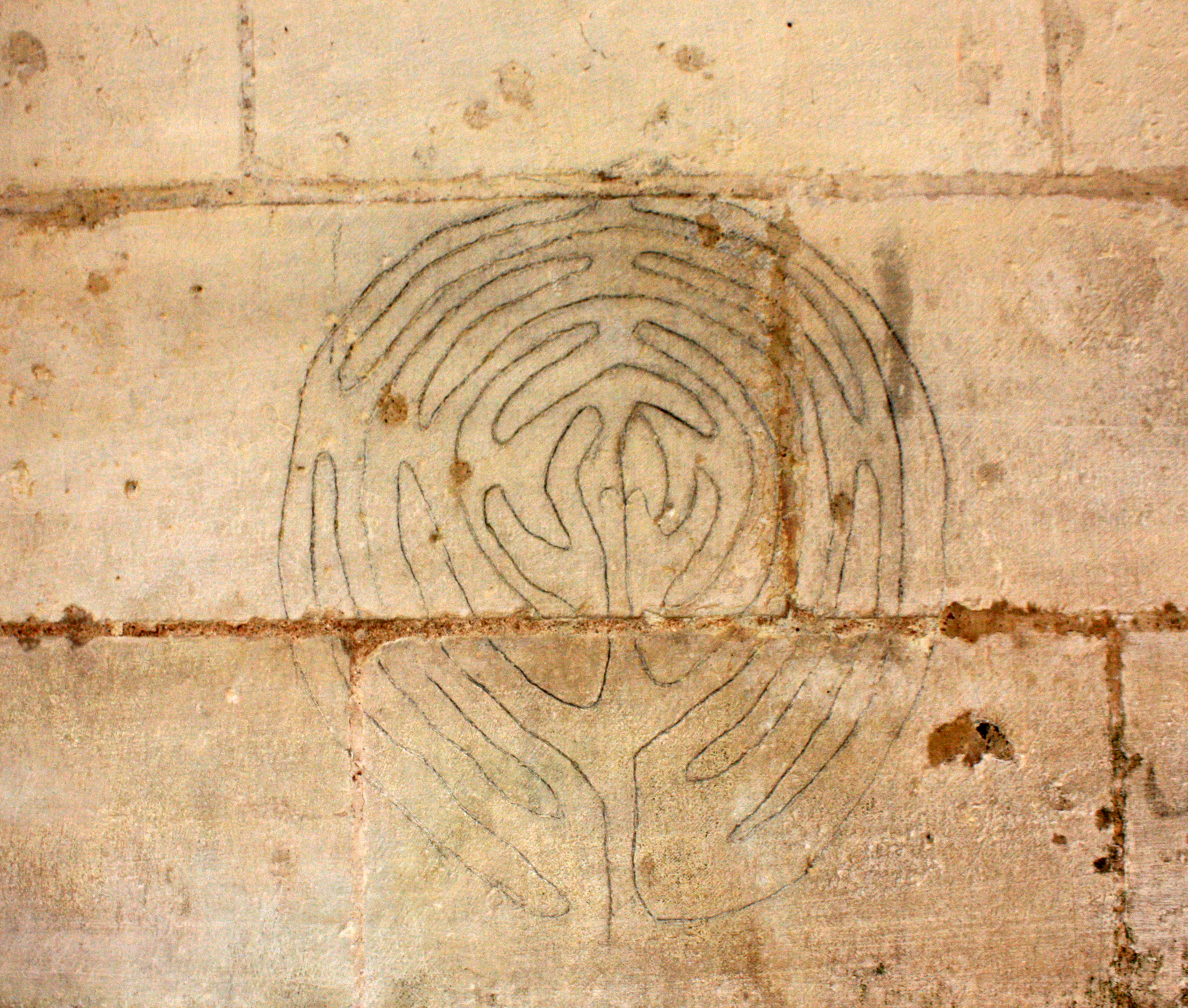
Laberinto en el interior de la basílica catedral de san Pedro, Poitiers

Los laberintos de forma cuadrada o rectangular son los más antiguos que existen; la primera representación conocida de un laberinto de este tipo se encuentra en una tablilla de Pilos y también aparece, como sello, en las tumbas del antiguo Egipto, donde se hizo famoso desde la antigüedad el Laberinto de Fayum, citado por Heródoto. Los laberintos de forma redonda o circular aparecieron a finales del siglo VII a. C. en la Italia etrusca; más tarde, aparecen en las monedas de Cnosos, a finales del siglo III a. C. y se cree que eran usadas como mapa del célebre Laberinto de Creta.
Los laberintos se clasifican básicamente en dos grandes grupos "según la relación que existe con el centro y la salida del mismo". El primer grupo de estos laberintos es el laberinto clásico o laberinto univiario: es el que hace recorrer, al ingresar en él, todo el espacio para llegar al centro mediante una única vía, camino o sendero; es decir, no ofrece la posibilidad de tomar caminos alternativos, no hay bifurcaciones, sino que existe una sola puerta de salida, que es la misma por la que se entra al laberinto. Por el hecho de tener un solo camino o sendero que seguir a medida que se avanza dentro de él, no es posible perderse en su interior. Por ser el laberinto más sencillo es frecuentemente utilizado para realizar experimentos de robótica en informática, especialmente populares en Japón
El segundo grupo de laberintos son los laberintos multiviarios (dédalos, perdederos o laberinto de caminos alternativos) en donde al recorrer el interior del laberinto puede seguirse el camino correcto o uno incorrecto, que llevará o no a la salida del mismo. Este tipo de laberintos se comenzaron a utilizar en los jardines de setos en la Inglaterra del siglo XII, ya que eran el lugar propicio para una cita amorosa; luego de allí se extendieron progresivamente por toda Europa, especialmente a Francia e Italia. Destacan en este sentido los jardines laberínticos de André Le Nôtre en Versalles y el diseñado por Gerolamo Frigimelica en la Villa Pisani, cerca de Venecia, en Italia.
Por otro lado, cada uno de estos dos grandes grupos se dividen a su vez en subcategorías, atendiendo a "la forma en que fue construido el laberinto":
- Laberinto clásico o cretense: es un laberinto univiario de forma ovoidal y de diseño muy sencillo.
- Laberinto romano: laberinto univiario, que en un principio era de forma cuadrada, dividido en cuatro cuadrantes alrededor del centro; más tarde estaba formado por círculos concéntricos, con la misma subdivisión de cuadrantes o zonas enmarcando el centro del laberinto.
- Laberinto barroco: es un laberinto del tipo maze que tiene varias "vías muertas" o "caminos sin salida", además de poseer una sola vía correcta para salir de él.
- Laberinto manierista: laberinto con estructura arbórea, es decir que al final de algunos corredores se encuentran bifurcaciones en Y.
- Laberinto rizoma: laberinto de ramificaciones infinitas.
- Laberinto de Hampton Court.
- Laberinto de Stolp.
- Laberintos medievales: son laberintos univiarios típicos, usados en la decoración del suelo de las catedrales. Tienen un diseño complejo.
- Laberinto de Boughton Green.
- Laberinto de Altjessnitz.
- Laberinto ruso (llamados "Ciudad de Troya").
- Laberintos modernos: aquel laberinto en donde todos los corredores que lo conforman se interconectan entre sí y no posee caminos o senderos de "circuito cerrado", es decir,  corredores que llegan de nuevo al mismo punto de partida.

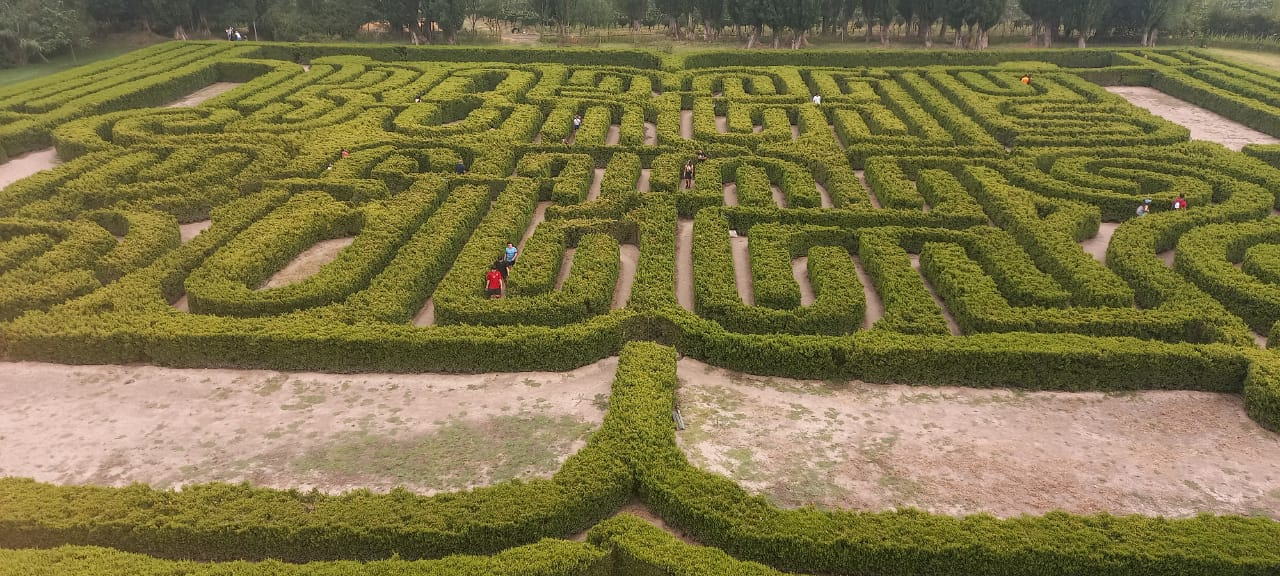
Laberinto en conmemoración al escritor Borges.

## Galería de imágenes

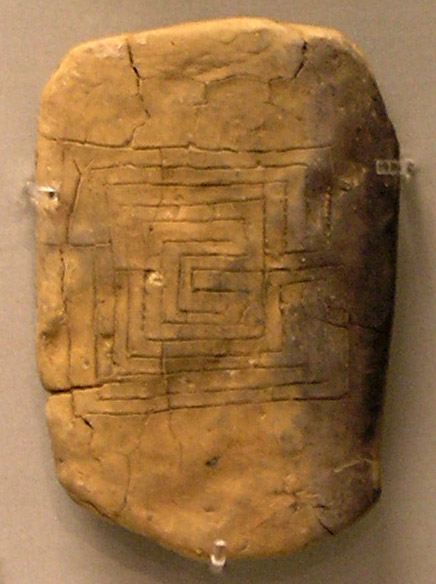
El más antiguo laberinto conocido, en una tablilla de Pilos.
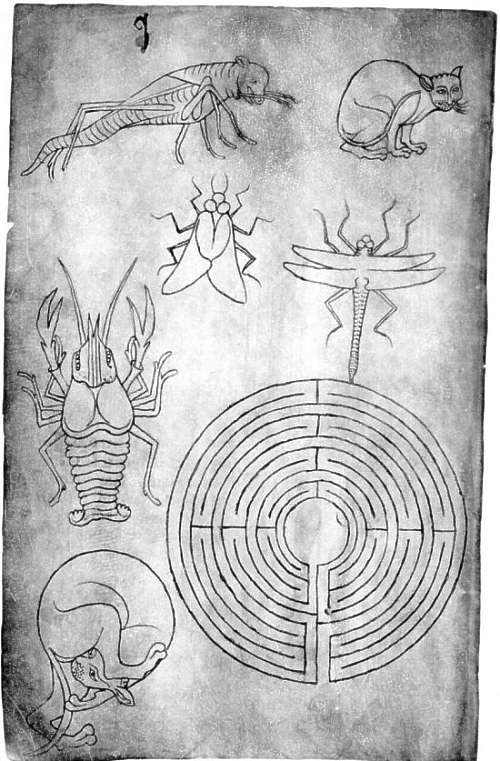
Bosquejo de Villard de Honnecourt (c.1230).
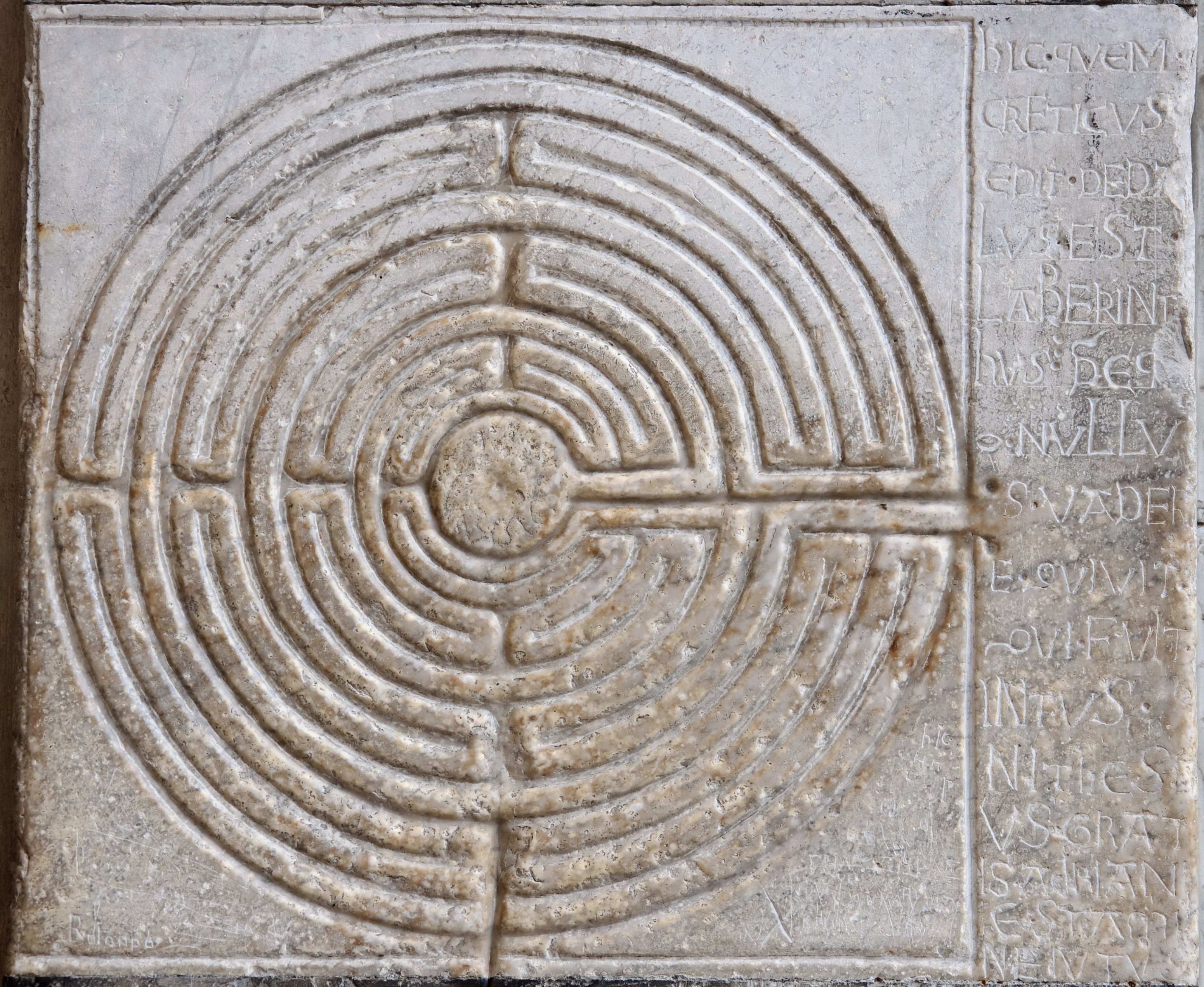
Laberinto mural, catedral de Lucca, Italia (probablemente medieval).
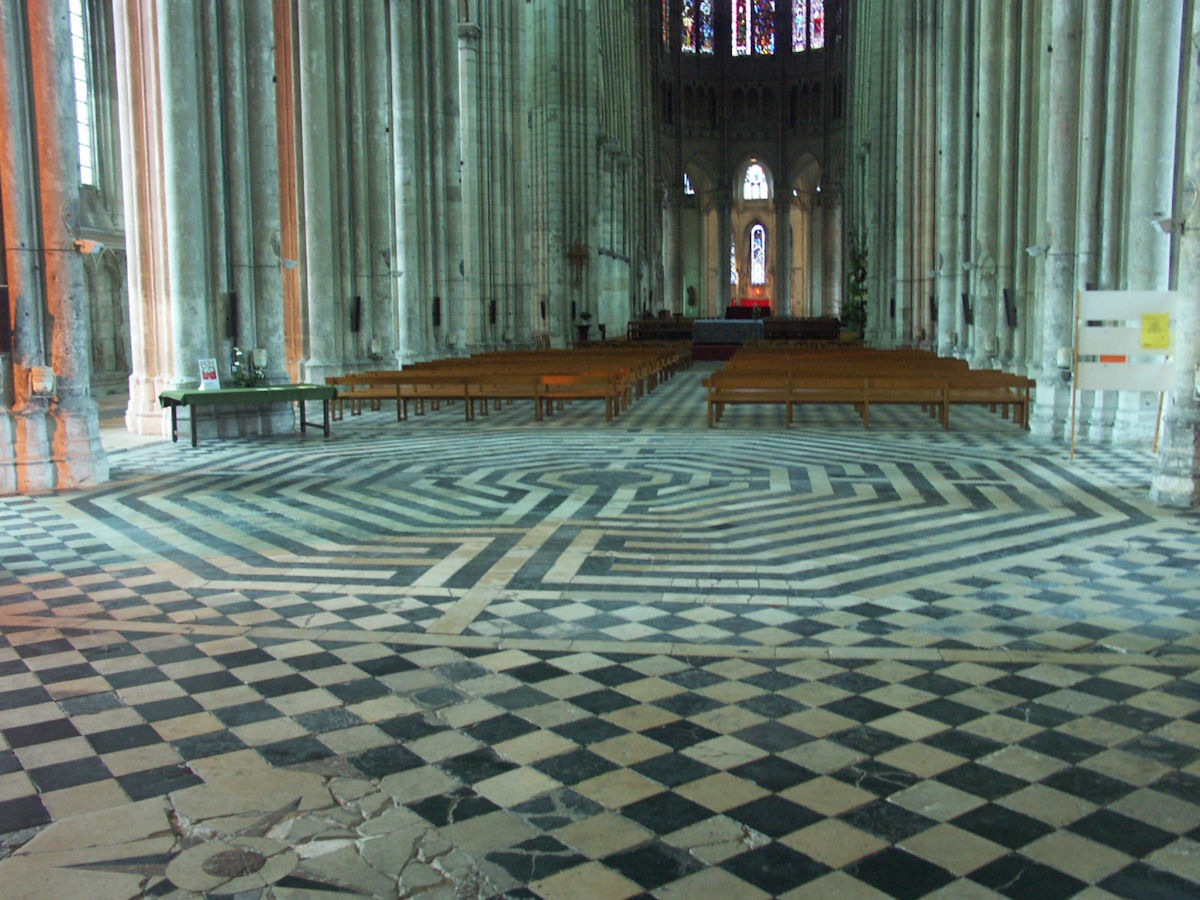
Basílica de San Quintín, Aisne, Francia.
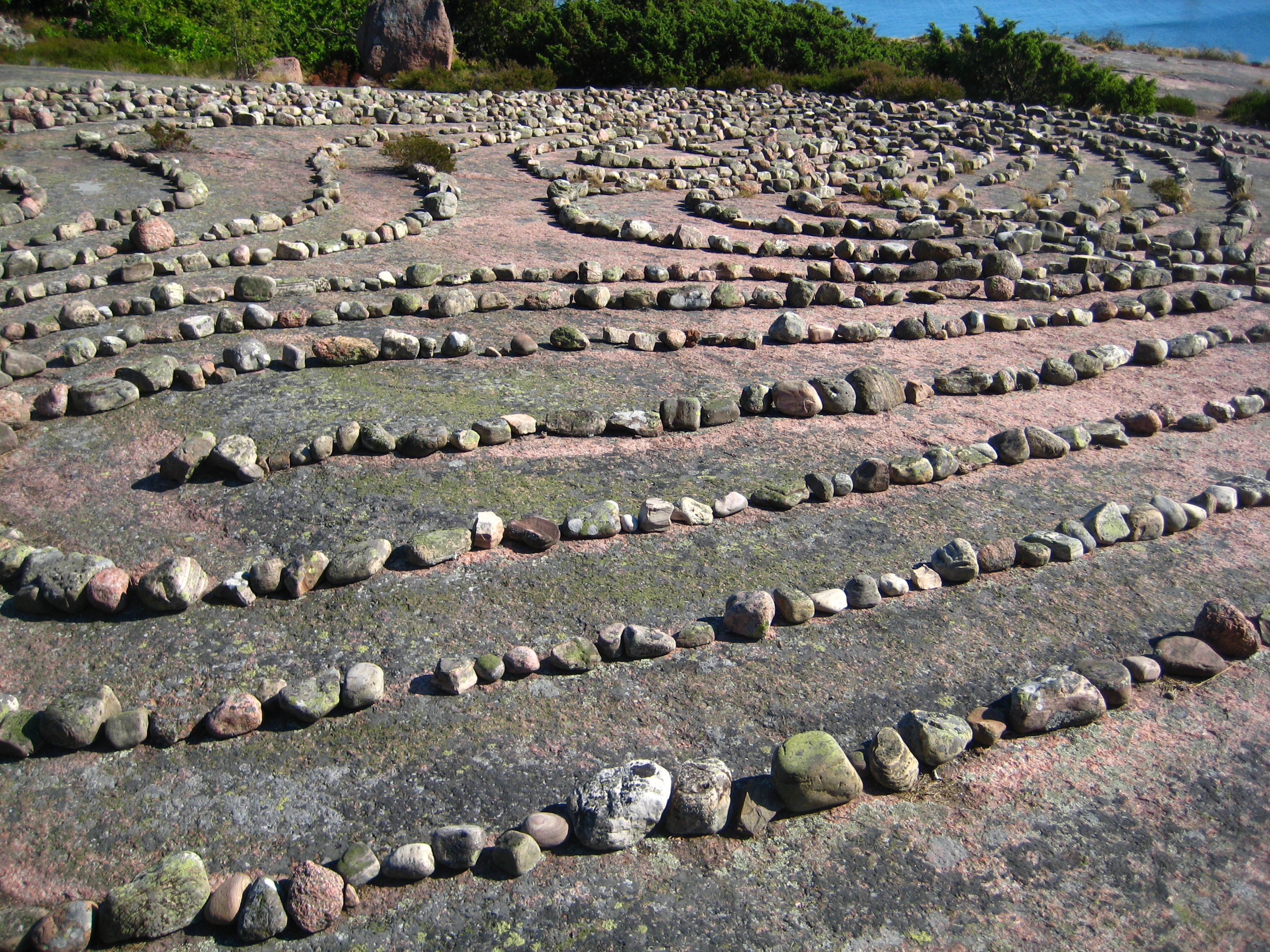
Laberinto de piedra en la isla de Blå Jungfrun (Blue Virgin), Suecia.
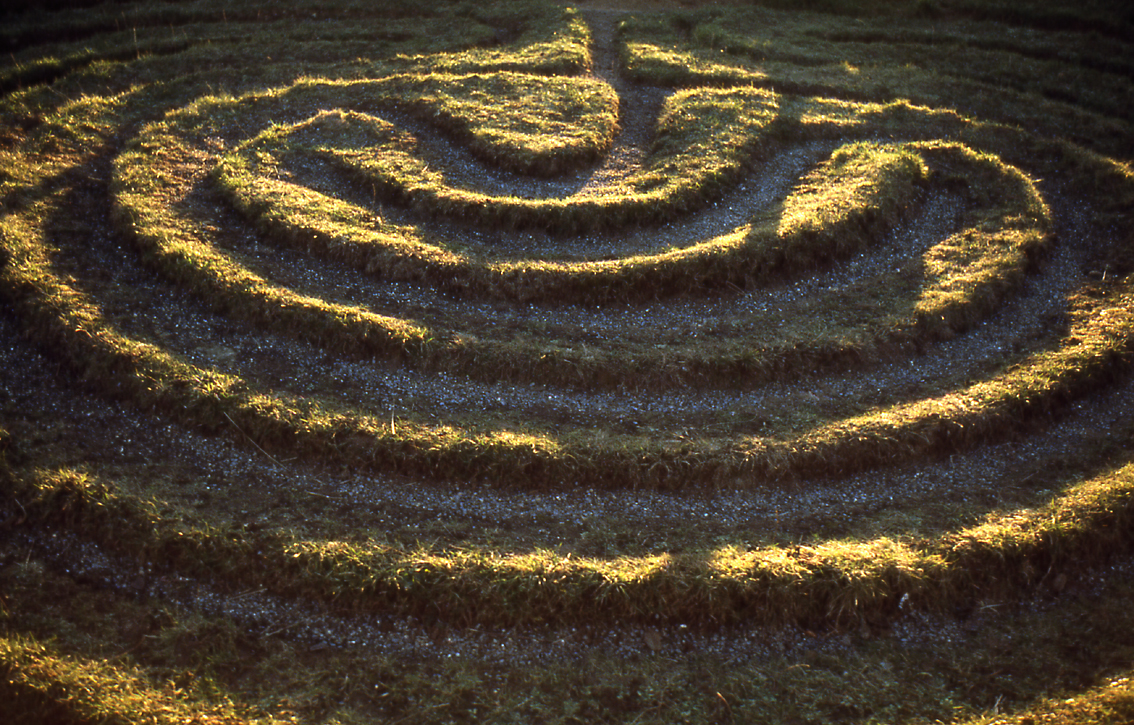
Pequeño laberinto en Dalby, Yorkshire del Norte, Reino Unido.
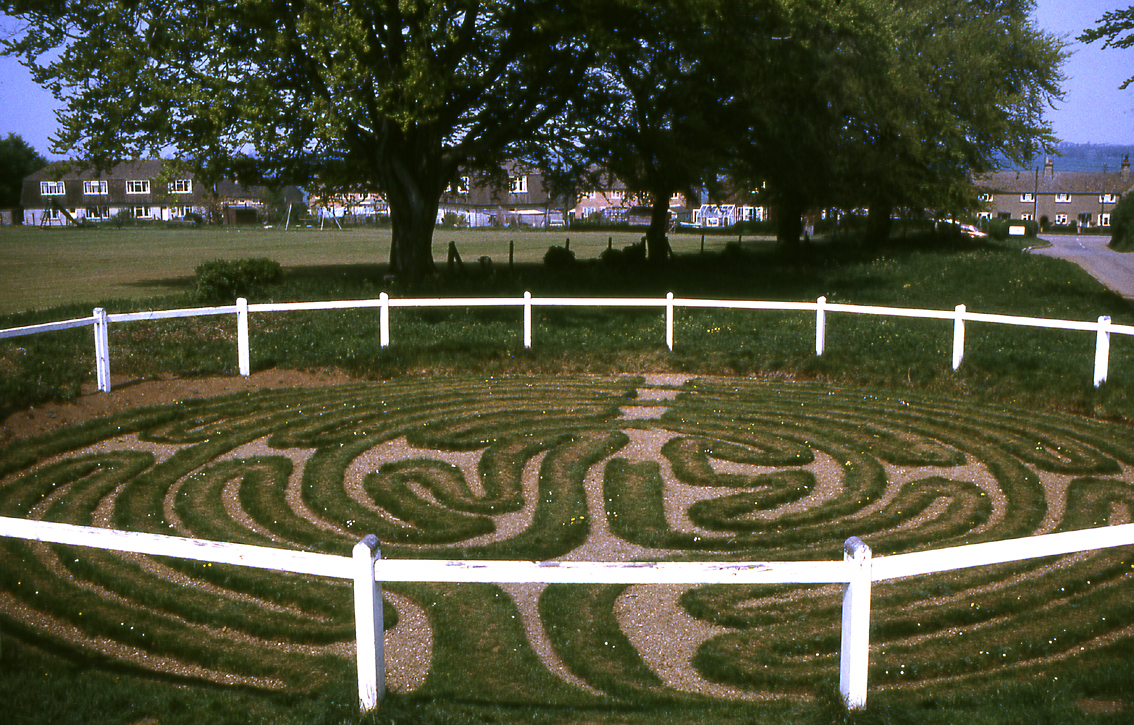
Laberinto sobre césped. Wing, en Rutland, Reino Unido.
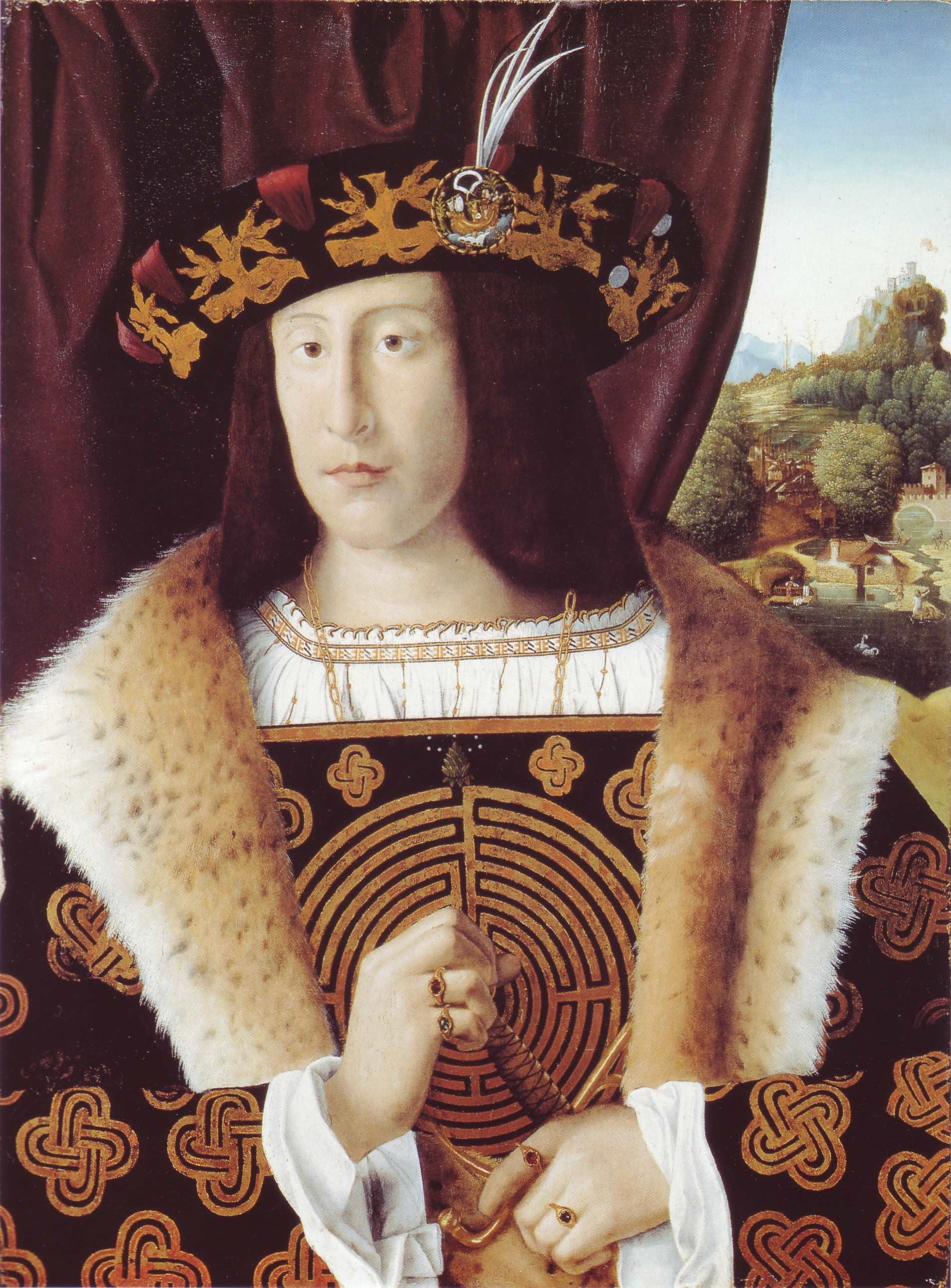
Retrato de un hombre con el diseño de un laberinto en el pecho, por Bartolomeo Veneto, Italia, comienzos del siglo XVI.
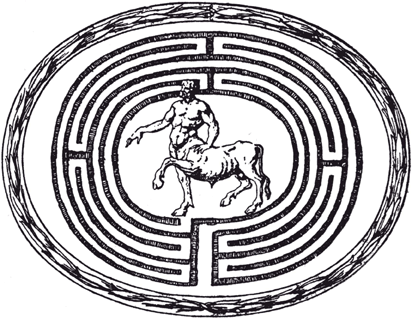
Minotauro en el centro del laberinto, gema del siglo XVI.
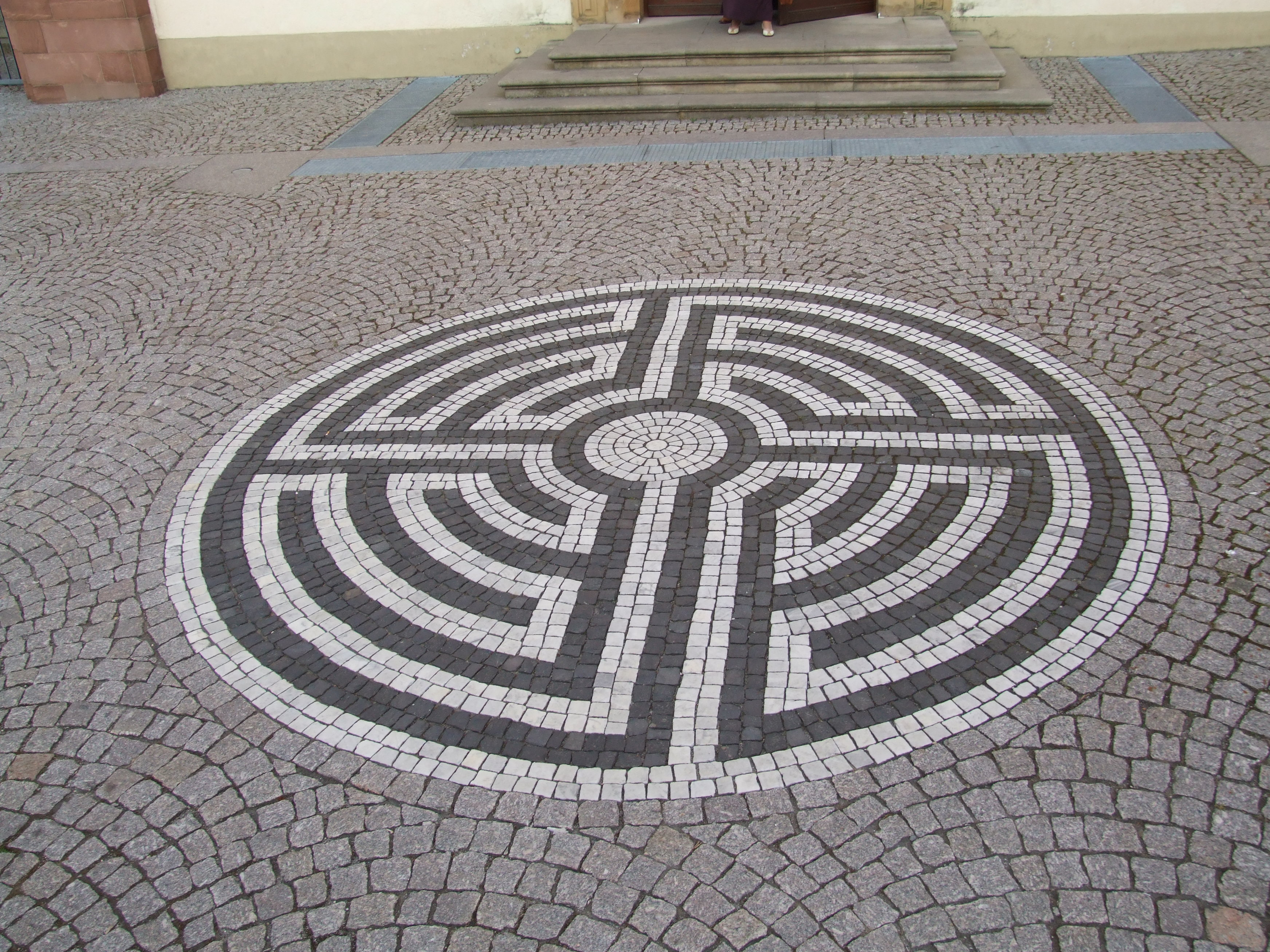
Laberinto en San Lamberto, Mingolsheim, Alemania, siguiendo el estilo romano.
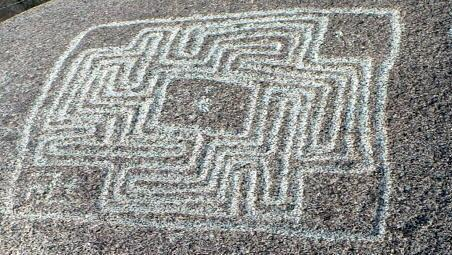
Laberinto de piedra de Hemet, un petroglifo prehistórico cerca de Hemet, California, Estados Unidos.
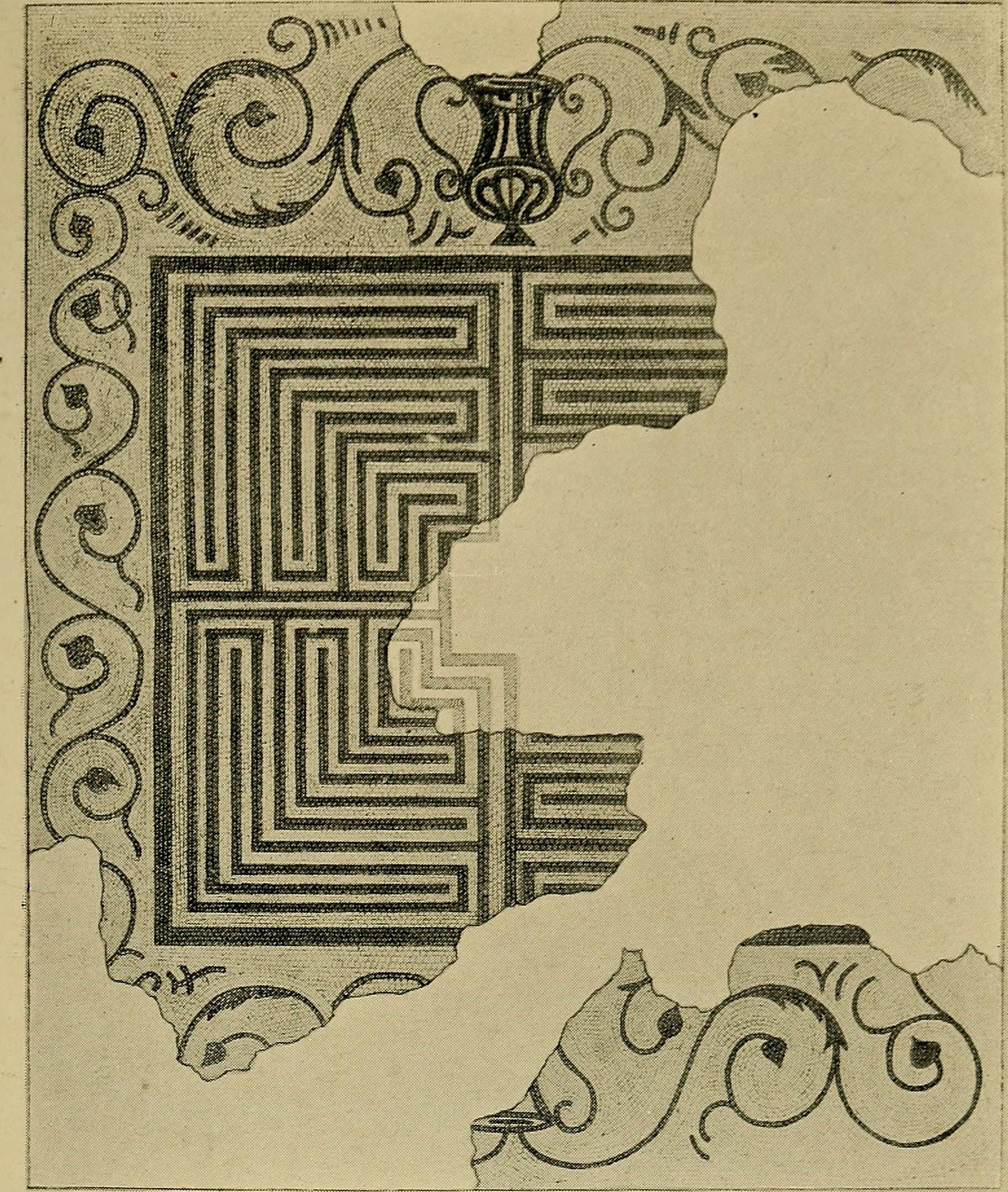
Mosaico romano del siglo IV, con un laberinto. Caerleon, Gales.

## Laberinto de Creta

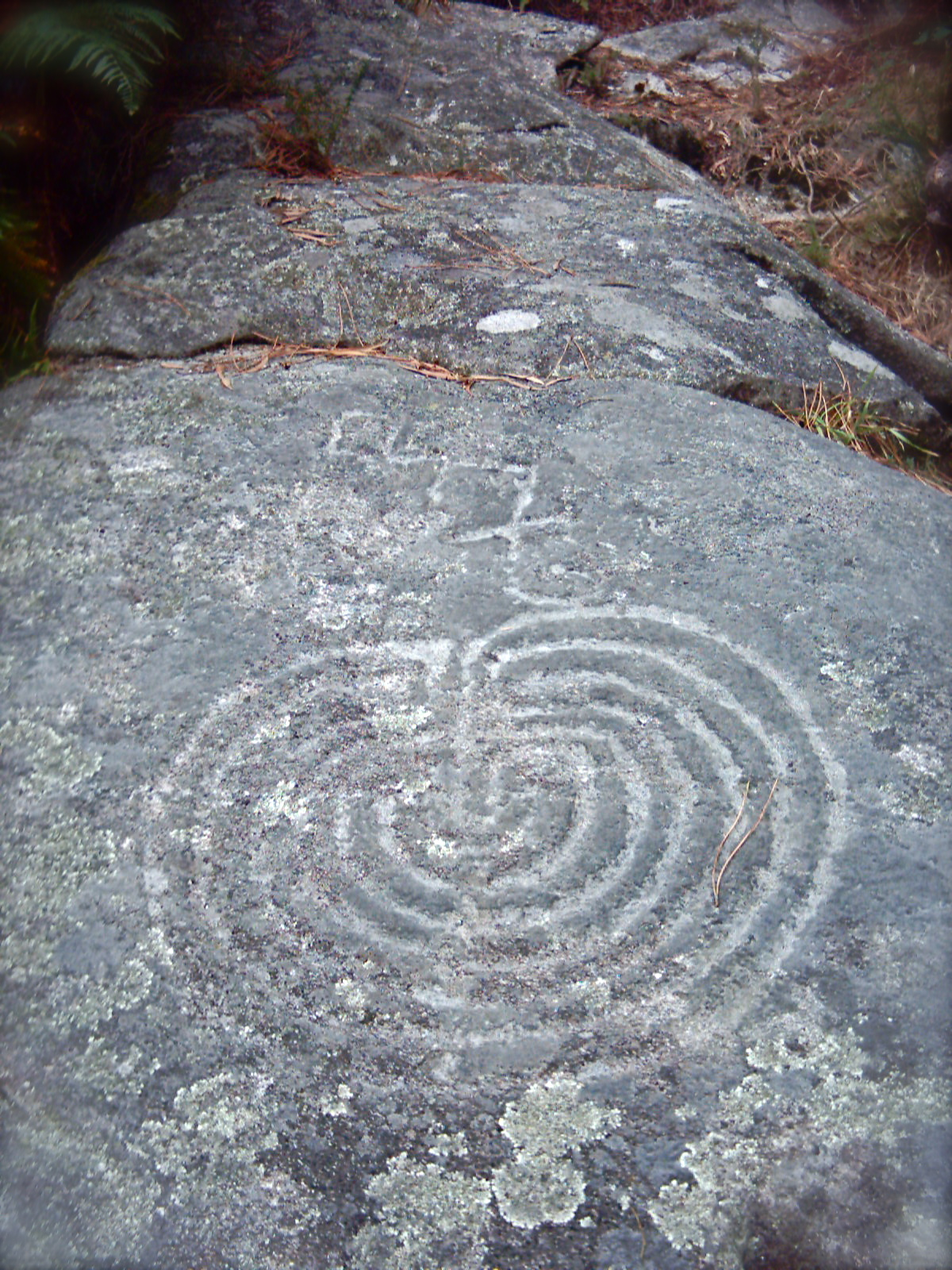
Petroglifo con la forma del laberinto clásico o "cretense", en Meis (Galicia).

El laberinto debe su nombre a la legendaria construcción diseñada por el inventor Dédalo a pedido del rey Minos de Creta para mantener preso a su hijo Minotauro (monstruo mitad hombre, mitad toro), que acabó muerto por Teseo, quien se adentró en los inextricables pasillos desenrollando un hilo (que le había dado la princesa Ariadna, hermana del monstruo).
Aunque no ha sido identificado positivamente ningún sitio en Creta como el laberinto del Minotauro, en Cnosos se encontraron monedas de los siglos IV-III  a. C. con el símbolo del laberinto en ellas.
El formato típico durante este período es un circuito de siete meandros o vías, conocido como el "laberinto clásico". Los ejemplos más antiguos del mundo que se conservan de este tipo de laberinto no están sin embargo en Creta o en su entorno, sino en una serie de petroglifos de arte rupestre en la provincia de Pontevedra (España), datados en la Edad de Bronce.

### Palacio de Cnosos

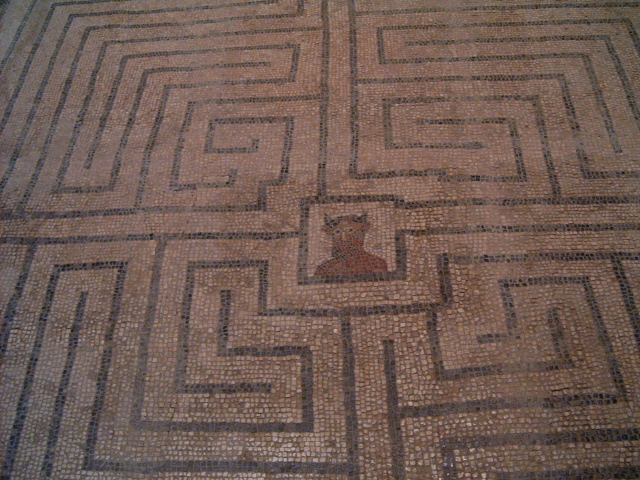
Minotauro en un Laberinto. Mosaico romano de Conímbriga, Portugal.

Otro elemento de la formación del mito del Laberinto puede haber sido que el palacio de Cnosos —la casa del labrys o hacha doble— era un complejo de habitaciones y corredores en el que los invasores atenienses tuvieron dificultad para encontrar y matar al rey cuando lo tomaron.
Un espacio abierto delante del palacio estaba ocupado por una pista de baile con un dibujo laberíntico que servía para guiar a los que bailaban una danza erótica de la primavera.
El origen de ese dibujo, llamado también laberinto, parece haber sido el laberinto tradicional de arbustos que se utilizaba para atraer a las perdices hacia uno de sus machos, enjaulado en la cerca central, con reclamos de alimento, quejas amorosas y desafíos; y los bailarines imitarían la danza de amor extática y renqueante de las perdices macho, cuyo destino era que el cazador les golpease en la cabeza.
El laberinto del que escaparon Dédalo y su hijo Ícaro podría haber sido el piso de mosaico en el que estaba dibujado y que tenían que seguir en la danza de la perdiz ritual.
Parece que en la primavera se realizaba en toda la cuenca del Mediterráneo una danza erótica de la perdiz en honor de la diosa Luna y que los bailarines renqueaban y llevaban alas.

### Danzas laberínticas en Palestina
En Palestina, esta ceremonia, llamada la Pesach (‘la renqueante’), se realizaba todavía, según san Jerónimo, en Beth-Hoglah (‘el Templo del Cojo’), donde los devotos bailaban en espiral. Beth-Hoglah se identifica con la «era de Atad», en la que se lloraba la muerte del rengo rey Jacob, cuyo nombre podría significar Yah Akeb (‘el dios del talón’). El profeta Jeremías advierte a los judíos que no deben tomar parte en esos ritos orgiásticos cananeos, y cita: «La perdiz recoge pollitos que no ha parido».

### La danza de la perdiz
Una jarra de vino etrusca de Tragliatella en la que se ven dos héroes a caballo, muestra la teoría religiosa acerca de la danza de la perdiz. El jinete que va delante lleva un escudo en el que está dibujada una perdiz, y un demonio de la muerte se posa detrás de él; el otro héroe lleva una lanza y un escudo en que está dibujado un pato.
Detrás de ellos hay un dibujo laberíntico parecido al que se encuentra no solo en ciertas monedas de Cnosos, sino también en los intrincados dibujos hechos en el césped y que pisaban los escolares británicos en la Pascua de Resurrección hasta el siglo XIX.

### Laberinto y la muerte del rey
Según el escritor e historiador inglés Robert Graves, la idea del laberinto está relacionada con el sistema monárquico de la prehistoria: el mejor de los hombres de una tribu era elegido rey, tenía poder absoluto sobre el grupo, pero era asesinado después de un período (se cree que un año). Solo el héroe excepcional —un Dédalo o un Teseo— volvía vivo del laberinto.
En este contexto tiene gran importancia el descubrimiento (en los años cincuenta) en las cercanías de Bossiney (Cornualles) de un laberinto cretense tallado en la superficie de una roca. La barranca donde el Dr. Renton Green descubrió el laberinto es una de las últimas guaridas del cuervo chova de Cornualles. Se decía que la chova aloja el alma del rey Arturo que perturbó el Infierno y con quien este laberinto de Bosinney está íntimamente relacionado en la leyenda.

### Danzas en Bretaña
Una danza laberíntica parece haber sido llevada a Britania desde el Mediterráneo oriental por agricultores neolíticos del tercer milenio a. C. puesto que toscos laberintos de piedra, análogos a los británicos hechos en el césped, se dan en la zona «Beaker B» de Escandinavia y el nordeste de Rusia; y en el sudeste de Europa se encuentran laberintos eclesiásticos, utilizados en otro tiempo con propósitos penitenciales.
Los ejemplos conocidos más antiguos de los laberintos son pequeños y simples petroglifos que se presume tienen una antigüedad de 3000 años. Se encuentran en numerosos lugares alrededor del mundo, desde Siria hasta Irlanda.

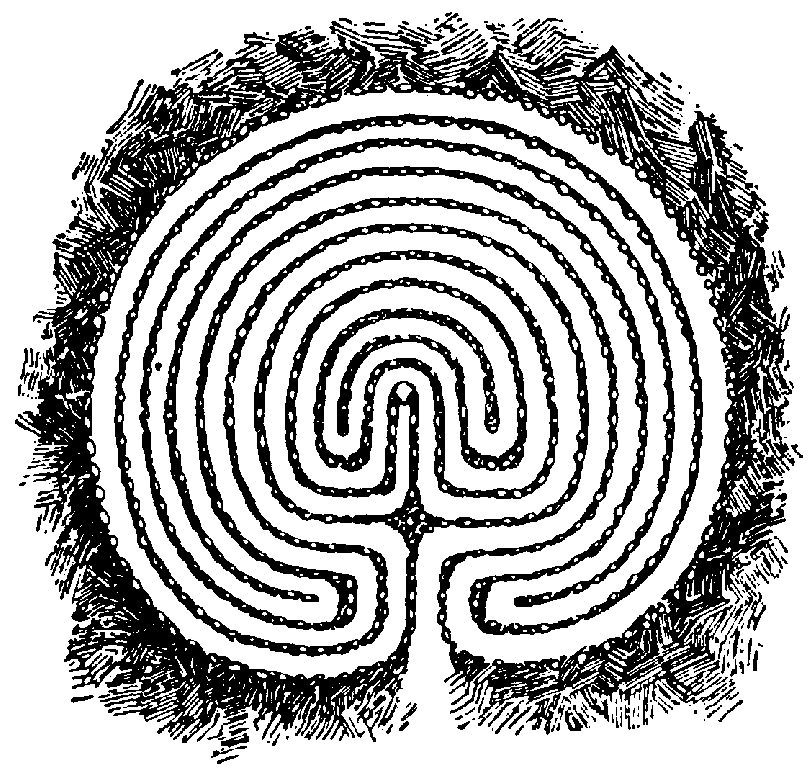
Laberinto trojeborg (‘ciudad de Troya’), labrado en una piedra procedente de Visby, Suecia.

Las danzas en espiral, en las que los jóvenes de ambos sexos giraban hacia un centro para alejarse después, seguían siendo muy populares en el siglo XIX, las danzas laberínticas que aún se practican en Europa descienden del antiguo baile de la grulla, o geranos, supuestamente ejecutado en la isla griega de Naxos por Teseo y sus amigos para celebrar su salida victoriosa.

### Laberintos “Ciudad de Troya”
A los laberintos ingleses hechos en el césped se les llama «ciudad de Troya», y lo mismo a los de Gales: caer-droia. Probablemente los romanos los llamaban así por su Juego de Troya, una danza laberíntica ejecutada por jóvenes aristócratas en honor del antepasado de Augusto, el troyano Eneas. Según Plinio también la bailaban los niños en la campiña italiana.
Los dos diseños principales son el clásico y el medieval y, aunque existen numerosas variaciones, la forma básica es fácilmente reconocible.

## Interpretaciones modernas del laberinto griego

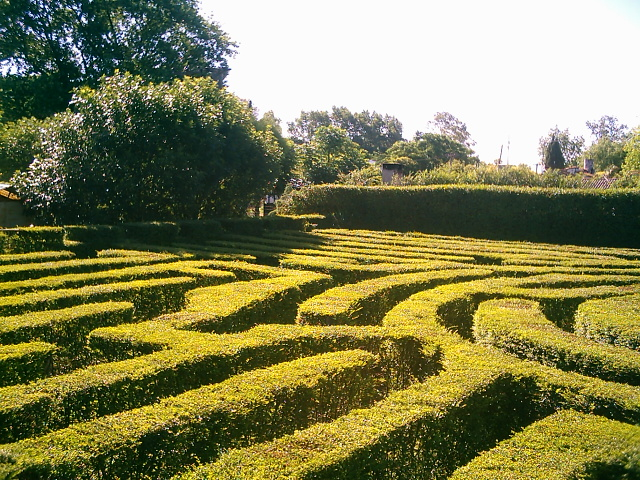
Laberinto vegetal de 1200 m², compuesto aproximadamente por 5.200 plantas, cuya altura es de 1,65 metros, obra de Juan Orlando Brizuela, ubicado en la localidad de Belén de Escobar, provincia de Buenos Aires, República Argentina.

En tiempos recientes el mito del laberinto ha sido transformado en una obra teatral por Ilinka Crvenkovska, en la cual se exploran las nociones de las habilidades del hombre para controlar su propio destino.
El escritor argentino Jorge Luis Borges estaba fascinado con el concepto del laberinto y lo utilizó muchas veces en el desarrollo de sus cuentos. El uso literario que este escritor le dio al tema ha inspirado a gran cantidad de otros autores en el mundo, como por ejemplo a Umberto Eco (en El nombre de la rosa).

## Construcción de laberintos modernos
En los últimos años hubo un resurgimiento del interés por el símbolo del laberinto, lo que ha inspirado un resurgimiento de la construcción notable en el Parque Willen (Milton Keynes), la catedral Grace de San Francisco y el Parque Tapton de Chesterfield.

## El laberinto como símbolo

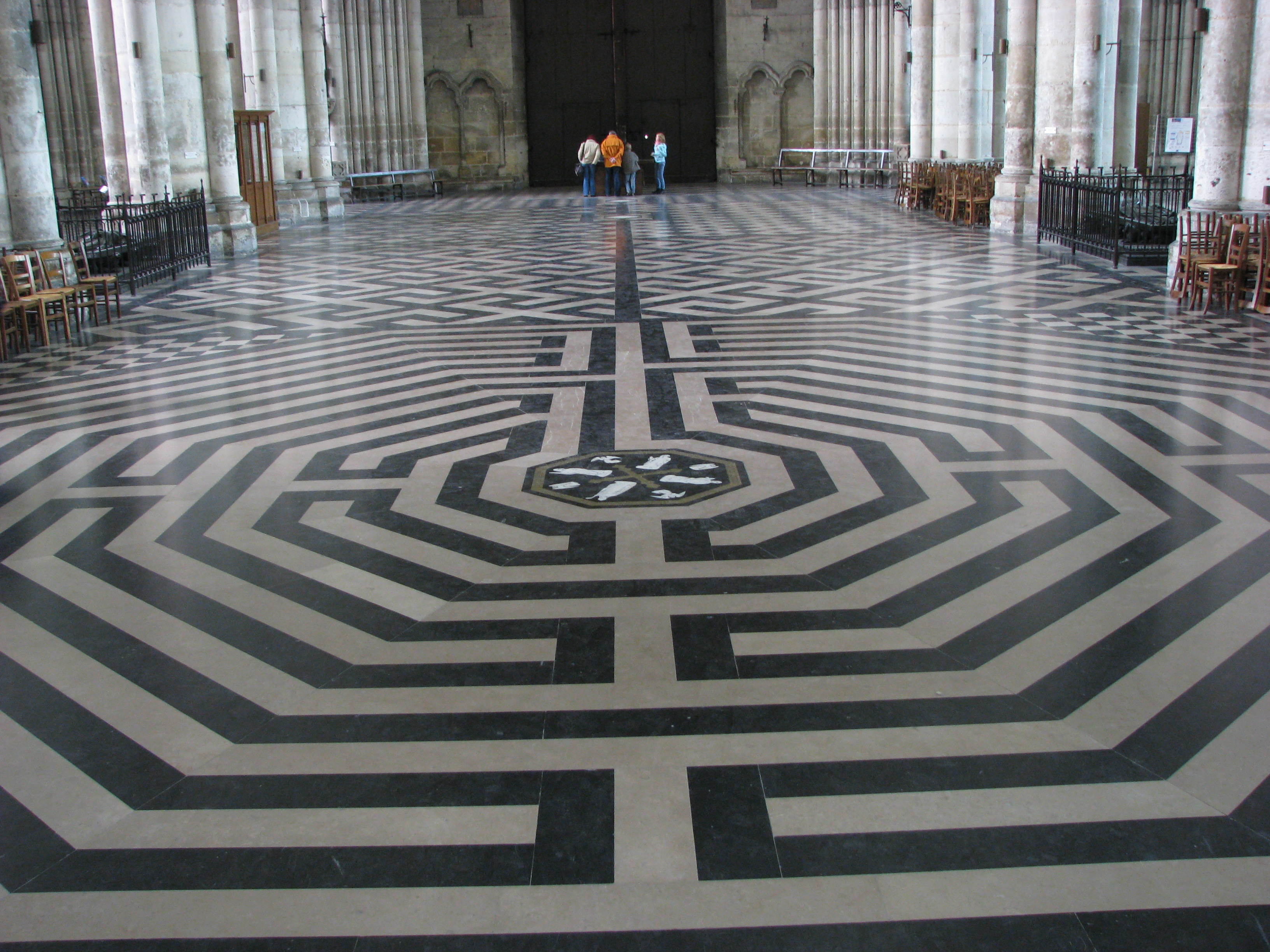
Laberinto de la Catedral de Amiens, Francia.

El significado cultural y la interpretación del laberinto como símbolo es muy amplio y rico. Está presente en diversas culturas, épocas y lugares, presentándose siempre como un símbolo ligado a lo espiritual. Por ejemplo, muchos laberintos dibujados en el suelo servían como una especie de trampa que atrapaba a los malos espíritus. Se conoce esta función desde la prehistoria en adelante. Incluso en algunas iglesias católicas es posible encontrarlos trazados en el piso, cerca del baptisterio (lugar donde se bautiza a los nuevos fieles). En algunas casas, la imagen del laberinto se trazaba en la puerta de ingreso, como sistema de protección. Pero una de las más importantes significaciones del símbolo del laberinto está asociada a los rituales de iniciación. Por lo tanto, el laberinto es el símbolo que representa la búsqueda del centro personal, del sí mismo del ser humano. Para el encuentro de tan preciado hallazgo, se requiere de un ritual iniciático que implica la superación, en distintas etapas, de una prueba.

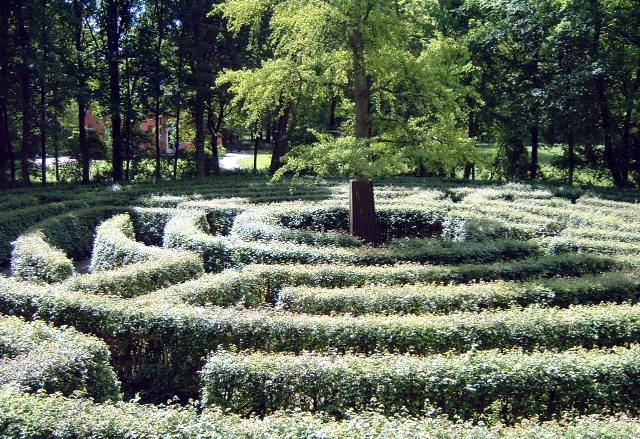
Jardín recreando un laberinto en Aschaffenburg, Alemania.

Durante la Edad Media, el laberinto está fuertemente relacionado con el duro camino de los creyentes hacia Dios. El recorrido tortuoso de los caminos enredados y difíciles hasta hallar el centro simbolizaban la participación en los sufrimientos de Cristo en la cruz. El camino del laberinto es el peregrinaje, es la muerte al hombre antiguo, pecador. El hallazgo del centro representa el volver a nacer.
En el Renacimiento el ser humano se convierte en el centro del laberinto, como reflejo de las enseñanzas humanistas antropocéntricas.
En la actualidad, el laberinto se mantiene como un símbolo vivo presente en diferentes ámbitos, desde la esfera artística en numerosas propuestas en pintura, escultura, cine, etcétera, en la investigación académica antropológica, psicológica, así como también en la gráfica, publicidad e incluso en distintas áreas de entretenimiento como los videojuegos.